# 횡성군·원성군
횡성군·원성군은 대한민국의 옛 국회의원 선거구이다. 당시 강원도 횡성군, 원성군 지역을 관할했다.

## 역사
제13대 국회의원 선거를 앞두고 원주시·원성군·홍천군·횡성군 선거구에서 분리되면서 신설되었다.
1989년 1월 1일을 기해 강원도 원성군이 원주군으로 개칭되었다. 이에 따라 대한민국 제14대 국회의원 선거를 앞두고 횡성군·원성군 선거구에서 횡성군·원주군 선거구로 개편되었다.

## 역대 국회의원
| 선거   | 정당 | 정당       | 의원   |
| ------ | ---- | ---------- | ------ |
| 1988년 |      | 통일민주당 | 박경수 |

## 역대 선거 결과

### 대한민국 제13대 국회의원 선거
|  | 50.18% |

|  | 49.81% |